# 사이언스 SARU
주식회사 사이언스 SARU(일본어: 株式会社サイエンスSARU 가부시키가이샤 사이안스 사루[*])는 일본의 애니메이션 스튜디오이다. 도쿄 키치조지에 본사를 두고 있다. 2013년 2월 4일 최은영 프로듀서와 유아사 마사아키 감독이 설립한 이 스튜디오는 4편의 장편 영화와 5편의 애니메이션 시리즈, 공동 제작, 편집 영화, 다른 스튜디오의 시리즈 에피소드를 제작했다. 사이언스 SARU의 첫 번째 애니메이션은 미국 애니메이션 시리즈 핀과 제이크의 어드벤처 타임(2014)의 푸드 체인(Food Chain) 에피소드였다. 가장 최근 프로젝트는 장편 애니메이션 영화 견왕(2021), 애니메이션 선집 프로젝트인 스타워즈: 비전스(2021)의 단편 영화 2편, 애니메이션 시리즈 헤이케모노가타리 (애니메이션)(2021) 및 유레이데코(2022)이다.
이 스튜디오의 작업은 안시, 일본 아카데미 영화상, 마이니치 영화상, 일본 미디어 예술제에서 수상하는 등 일본 내외에서 비평가들의 찬사를 받았다.
사이언스 SARU는 손으로 그린 애니메이션과 디지털 애니메이션(플래시 애니메이션 포함)을 결합한 하이브리드 애니메이션 제작 방식을 활용하는데, 이는 기존 일본 애니메이션에서는 사용되지 않는 기법이다. 이 스튜디오는 현재 최은영(대표이사 겸 CEO)이 이끌고 있다.

## 작품 목록

### 텔레비전 애니메이션
- 영상연에는 손대지 마!
- 헤이케모노가타리 (애니메이션)
- 유레이데코
- 단다단

### 극장 애니메이션
- 밤은 짧아 걸어 아가씨야
- 새벽을 알리는 루의 노래
- 너와 파도를 탈 수 있다면
- 견왕
- 다다미 넉 장 반 타임머신 블루스
- 너의 색

### Web 애니메이션
- 데빌맨 크라이베이비
- 슈퍼 시로
- 일본 침몰 2020
- 스타워즈: 비전스
- 스콧 필그림, 날아오르다!

## 관련 인물
- 최은영 (애니메이터) - 설립자, CEO
- 유아사 마사아키 - 설립자, 감독